# 小行星1235
小行星1235（1235 Schorria）是一颗围绕太阳公转的小行星。1931年10月18日，卡爾·威廉·萊茵姆特在海德堡发现了此天体。
該小行星以德國天文學家里夏德·朔爾命名。
这颗小行星的绝对星等为43.73545等。